# Hilaria swallenii
Hilaria swallenii är en gräsart som beskrevs av Cory. Hilaria swallenii ingår i släktet Hilaria och familjen gräs. Inga underarter finns listade i Catalogue of Life.